# Chilocorus similis
Chilocorus similis este o specie de buburuză cu puncte roșii aparținând familiei Coccinellidae, subfamiliei Chilocorinae.
Această specie este endemică din Italia, prezentă în toată Italia continentală. Ea se hrănește cu insecte mici (numite și Coccidae) ce trăiesc pe specii Euonymus. Elitrele sunt de culoare maro-negre, iar pe ele se află două puncte de culoare roșie. Ca lungime, adulții măsoară 3 până la 5 mm lungime.